# Министерство государственной казны Польши
Министерство государственной казны Польши — министерство Польши, существовавшее в 1990-2017 годах. Первоначально создано как Министерство преобразования собственности,  во время польской административной реформы 1996 года, и занималось процессами приватизации государственных предприятий и компаний казначейства. После расширения полномочий в 1996 году продолжило работу под изменённым названием. Прекратило деятельность в 2017 году. 

## История
Министерство ведет свою историю с Министерства преобразования собственности, созданного в 1990 году для наблюдения за приватизацией экономики Польши, которая до 1990 года была в значительной степени под контролем государства. В современной Польше, Министерство государственной казны Республики Польша было отделено от Министерства финансов Республики Польша. Тем не менее, до 1950 года, современное польское Министерства финансов функционировало под названием Министерство государственного казначейства. В 1950 году Министерство государственного казначейства было ликвидировано и было создано новое Министерство финансов. В 1996 году Министерство государственной казны было воссоздано, в ограниченном объеме по сравнению с его старой тезкой, и в настоящее время расположено рядом с Министерством финансов.
Министр с 19 ноября 2011 — Миколай Будзановский.